# O’Neill Spencer
William O’Neill Spencer (* 25. November 1909 in Cedarville (Ohio); † 24. Juli 1944 in New York City) war ein US-amerikanischer Jazzsänger und Schlagzeuger.
O’Neill Spencer begann seine Karriere zunächst in lokalen Bands in Ohio, dann 1930 bei Al Sears; von 1931 bis 1936 war er Mitglied der Mills Blue Rhythm Band. In den 1930er Jahren wirkte Spencer auch an zahlreichen Aufnahmesessions mit, u. a. bei Billy Banks (1932), Red Allen, Mildred Bailey, Sidney Bechet, Frankie Newton, Lil Armstrong, Jimmy Noone (1937), Johnny Dodds, Willie The Lion Smith (1938), Milt Herth, Andy Kirk und anderen. Ab 1937 arbeitete er im John Kirby Sextett als Schlagzeuger und gelegentlicher Sänger; er musste die Formation aber 1941 wegen einer Tuberkulose-Erkrankung verlassen. Nach einem kurzen Gastspiel bei Louis Armstrong 1942 kehrte er noch einmal kurze Zeit in die Kirby-Band zurück, bis er sie 1943 krankheitsbedingt endgültig verlassen musste, bis er im Alter von nur 33 Jahren in New York verstarb. O’Neil Spencer leitete nur eine Aufnahmesitzung unter eigenem Namen, bei der 1938 vier Seiten in Triobesetzung mit dem Klarinettisten Buster Bailey und dem Pianisten Billy Kyle entstanden.